# Rie Usui
Rie Usui (臼井 理恵, 28 de desembre de 1989) és una futbolista japonesa.

## Selecció del Japó
Va debutar amb la selecció del Japó el 2014. Va disputar 6 partits amb la selecció del Japó.

## Estadístiques
| Selecció del Japó | Selecció del Japó | Selecció del Japó |
| Anys              | Partits           | Gols              |
| ----------------- | ----------------- | ----------------- |
| 2014              | 6                 | 0                 |
| Total             | 6                 | 0                 |